# Магнит (группа)
«Магнит» — советская хэви-метал-группа. Основатель группы — Александр Бобров (клавишные).

## История
Группа «Магнит» возникла в декабре 1985 года как симфо-роковый проект, на основе последнего состава ВИА «Фантазия» (исполнявшими рок с 1983 года). Клавишник Александр Бобров собрал симфо-рок-коллектив с редким составом: в группе были два гитариста, три клавишника, басист и ударник. В частности, в первом составе состояли клавишники Алексей Савельев и Михаил Лотков, гитарист Вячеслав Рухлов, басист Михаил Саушев и ударник Сергей Лобанов. Из-за высокого уровня музыкантов группа сразу стала работать под эгидой Белгородской филармонии, чего добиться обычным рокерам было бы очень непросто. В начале творчества группа исполняет симфо-роковые обработки Баха, Моцарта, Бетховена, Фрескобальди, Бартока и Прокофьева. Существует мнение, что специально под «Магнит» композитор и народный артист РСФСР Владимир Газарян написал рок-балет «Аэлита».
Дебютный инструментальный альбом был записан в 1986 году. К 1987 году состав неоднократно меняется и побеждают сторонники ориентации группы на более жёсткое металлическое звучание. В конце 1988 года группа успешно дебютирует на советском телевидении, выпуская клип «Работай». Текст песни написан басистом группы Германом Смирновым по мотивам 10-й части поэмы Александра Блока «Заклятие огнём и мраком» (1907). Критики отмечали, что успеху хита «Работай» не в последнюю очередь способствовала звукорежиссура Владимира Романычева, известного композитора. В мае 1989-го выходит единственный виниловый диск на «Мелодии», музыкальным руководителем группы на котором указан Александр Бобров.
После успеха, в том числе финансового, в группе возникают центробежные силы и она распадается. На руинах «Магнита» Александр Бобров создал рок-группу «Кредо».

## Состав
Гитаристы
- Александр Ларионов (1987—1989)
- Сергей Макаров (1987—1989)
- Вячеслав Рухлов (1986—1989)
- Владимир Чекарев (1989—1991)

Басисты
- Михаил Саушев (1986—1987)
- Игорь Лячин (1987—1987)
- Герман Смирнов (1987—1991)

Барабанщики
- Сергей Лобанов (1986—1987)
- Андрей Белизов (1987—1987)
- Владимир Гладкович (1987—1991)

Клавишники
- Александр Бобров (1985—1989)
- Алексей Савельев (1986—1989)
- Михаил Лотков (1986—1987)
- Александр Ставинцев (1987—1987)
- Андрей Мелик (1987—1991)

Вокалисты
- Георгий Корнеев (1986—1987)

- Михаил Пахманов (1987—1987)
- Андрей Мелик (1988—1991)
- Сергей Луганский (1987—1989)
- Сергей Кирпичников (1989—1991)

Дудук
- Дживан Гаспарян (1986)

## Дискография
- 1986 — «Магнит», магнитоальбом
- 1987 — «Слушай Рок!», магнитоальбом
- 1987 — «Детектив», магнитоальбом, является расширением альбома «Слушай Рок!» на пять композиций
- 1988 — «Палач», магнитоальбом, издан на виниловом диске как «День гнева»
- 1989 — «День гнева», ВФГ «Мелодия»
- 1990 — «Платим за всё», ВФГ «Русский диск» (издан на виниловом диске как рок-группа «Кредо»)

### Другие проекты и записи
- 1984 — «Выбор», магнитоальбом (как ВИА «Фантазия»)